# Tweede Kamerverkiezingen 1862
De Tweede Kamerverkiezingen 1862 waren periodieke Nederlandse verkiezingen voor de Tweede Kamer der Staten-Generaal. Zij vonden plaats op 10 juni 1862.
Nederland was verdeeld in 38 kiesdistricten, waarin 72 leden van de Tweede Kamer gekozen werden. Een kiezer bracht evenveel stemmen uit als er afgevaardigden in zijn kiesdistrict gekozen werden. Om gekozen te worden moest een kandidaat minimaal de districtskiesdrempel behalen.
De verkiezingen werden gehouden vanwege het periodiek aftreden van 36 leden van de Tweede Kamer van wie de zittingstermijn afliep op 14 september 1862. In acht kiesdistricten was een tweede verkiezingsronde benodigd tussen de twee hoogstgeplaatste (niet-direct gekozen) kandidaten uit de eerste ronde vanwege het niet-behalen van de districtskiesdrempel. Deze tweede ronde vond plaats op 24 juni 1862.

## Uitslag

### Opkomst
|                  | 1860   | 1860      | 1862   | 1862  |
| # stemmen        | %      | # stemmen | %      |       |
| ---------------- | ------ | --------- | ------ | ----- |
| Kiesgerechtigden | 85.228 |           | 87.375 |       |
| Niet opgekomen   | 49.932 | 58,59     | 50.472 | 57,76 |
| Opkomst          | 35.296 | 41,41     | 36.903 | 42,24 |

### Verkiezingsuitslag naar groepering
| Groepering                | Zetels | Zetels | Zetels | Zetels | Zetels | Zetels |
| Groepering                | 1860   | Af     | Bij    | 1862   | +/−    |        |
| ------------------------- | ------ | ------ | ------ | ------ | ------ | ------ |
| thorbeckianen             | 25/22  | 11     | 12     | 23     | +1     |        |
| liberalen                 | 15/18  | 7      | 8      | 19     | +1     |        |
| conservatieven            | 18     | 10     | 7      | 15     | −3     |        |
| antirevolutionairen       | 4      | 2      | 2      | 4      | 0      |        |
| conservatief-liberalen    | 3      | 1      | 2      | 4      | +1     |        |
| conservatief-protestanten | 3      | 1      | 1      | 3      | 0      |        |
| conservatief-katholieken  | 4/3    | 3      | 3      | 3      | 0      |        |
| gematigde liberalen       | 0      | 0      | 1      | 1      | +1     |        |
| vacature                  | −/1    | 1      | 0      | 0      | −1     |        |
| totaal                    | 72     | 36     | 36     | 72     | 0      |        |

### Gekozen leden
Bij deze verkiezingen werden 29 leden herkozen. De stemmingen voor de overige zeven vacatures hadden de volgende resultaten:
- in het kiesdistrict Amsterdam werd Michel Godefroi (gematigde liberaal) gekozen in de vacature ontstaan door het periodiek aftreden van Albertus Duymaer van Twist (liberalen) die had aangegeven niet herkiesbaar te zijn;

- in het kiesdistrict Amsterdam versloeg Jan Heemskerk[11][12] (53,7%, thorbeckianen) het aftredende lid Siebert van Franck (22,7%, conservatieven);

- in het kiesdistrict Arnhem was in eerste instantie het aftredende lid Æneas Mackay (antirevolutionairen) herkozen. Op 1 juli 1862 trad hij echter af - nog in de lopende zittingsperiode - vanwege zijn benoeming als lid van de Raad van State. Bij een naverkiezing werd Guillaume Groen van Prinsterer (antirevolutionairen) gekozen in de vacature voor de zittingsperiode 1862-1866. De vacature voor het resterende deel van de lopende periode werd niet meer ingevuld;

- in het kiesdistrict 's-Gravenhage werd Jan Kappeyne van de Coppello (liberalen) gekozen in de vacature ontstaan door het periodiek aftreden van Isaäc Delprat (conservatieven) die had aangegeven niet herkiesbaar te zijn;

- in het kiesdistrict Haarlem versloeg Joannes van Mulken (27,1%, thorbeckianen) het aftredende lid Jan Heemskerk[13][12] (22,1%, thorbeckianen);

- in het kiesdistrict Middelburg werd Schelto van Heemstra (conservatief-liberalen) gekozen in de vacature ontstaan door het periodiek aftreden van Jacob Slicher van Domburg (conservatieven) die had aangegeven niet herkiesbaar te zijn;

- in het kiesdistrict Zwolle werd Gerrit de Meester (liberalen) gekozen in de vacature ontstaan door het periodiek aftreden van Jules van Zuylen van Nijevelt (antirevolutionairen) die had aangegeven niet herkiesbaar te zijn;

De zittingsperiode van de Tweede Kamer ging in op 15 september 1862. De zittingstermijn van Tweede Kamerleden bedroeg vier jaar.